# Кэнэо
Кэнэо (яп. 懸衣翁 Кэнэо:) — старик, который сидит на краю реки Сандзу в Нараке — подземном мире мёртвых, согласно традиционным буддийским представлениям. Когда душа умершего человека приходит к реке, то супруга Кэнэо, старуха по имени Дацуэ-ба, снимает с неё одежды, а Кэнэо вешает снятое на ветви прибрежных деревьев, которые сгибаются в разной степени, что зависит от тяжести содеянных человеком грехов.
Для грешников предназначены различные уровни наказания, которые приводит в исполнение эта пара, до того как душа отправится дальше в преисподнюю. Например, ворам, Дацуэ-ба ломает пальцы, и при помощи Кэнэо привязывает голову грешника к его ногам.

## Старик Кэнэо в культуре и искусстве
В японской манге и аниме сериале «Хладнокровный Ходзуки» река Сандзу, старик Кэнэо, старуха Дацуэ-ба и весь японский ад представлены в карикатурно-комедийном свете.